# Sara Anne Wood
 (octobre 2023).
La mise en forme du texte ne suit pas les recommandations de Wikipédia : il faut le « wikifier ».
Les points d'amélioration suivants sont les cas les plus fréquents. Le détail des points à revoir est peut-être précisé sur la page de discussion.
- Les titres sont pré-formatés par le logiciel. Ils ne sont ni en capitales, ni en gras.
- Le texte ne doit pas être écrit en capitales (les noms de famille non plus), ni en gras, ni en italique, ni en « petit »…
- Le gras n'est utilisé que pour surligner le titre de l'article dans l'introduction, une seule fois.
- L'italique est rarement utilisé : mots en langue étrangère, titres d'œuvres, noms de bateaux, etc.
- Les citations ne sont pas en italique mais en corps de texte normal. Elles sont entourées par des guillemets français : « et ».
- Les listes à puces sont à éviter, des paragraphes rédigés étant largement préférés. Les tableaux sont à réserver à la présentation de données structurées (résultats, etc.).
- Les appels de note de bas de page (petits chiffres en exposant, introduits par l'outil «  Source ») sont à placer entre la fin de phrase et le point final[comme ça].
- Les liens internes (vers d'autres articles de Wikipédia) sont à choisir avec parcimonie. Créez des liens vers des articles approfondissant le sujet. Les termes génériques sans rapport avec le sujet sont à éviter, ainsi que les répétitions de liens vers un même terme.
- Les liens externes sont à placer uniquement dans une section « Liens externes », à la fin de l'article. Ces liens sont à choisir avec parcimonie suivant les règles définies. Si un lien sert de source à l'article, son insertion dans le texte est à faire par les notes de bas de page.
- La présentation des références doit suivre les conventions bibliographiques. Il est recommandé d'utiliser les modèles {{Ouvrage}}, {{Chapitre}}, {{Article}}, {{Lien web}} et/ou {{Bibliographie}}. Le mode d'édition visuel peut mettre en forme automatiquement les références.
- Insérer une infobox (cadre d'informations à droite) n'est pas obligatoire pour parachever la mise en page.

Pour une aide détaillée, merci de consulter Aide:Wikification.
Si vous pensez que ces points ont été résolus, vous pouvez retirer ce bandeau et améliorer la mise en forme d'un autre article.
Sara Anne Wood (4 mars 1981 - disparue le 18 août 1993) était une jeune Américaine de 12 ans qui a disparu alors qu'elle rentrait chez elle à vélo depuis l'église de Norwich Corners, à Sauquoit, dans l'état de New York. Elle aurait été enlevée à moins de 800 mètres de chez elle, par Lewis Stephen Lent Jr., condamné pour meurtre d'enfant,.
Lent a plaidé coupable pour l'enlèvement et le meurtre de Sara, ainsi que de James Bernardo, 12 ans, qu'il avait assassiné en 1990. Il a été condamné à l'emprisonnement à perpétuité pour le meurtre de Bernardo, et à 25 ans de prison pour l'enlèvement et le meurtre de Sara.
L'enlèvement et le meurtre de Sara ont inspiré de nombreuses initiatives au sein des forces de l'ordre et du public dans l'état de New York et alentours. L'objectif était de sensibiliser le public aux questions relatives aux enfants disparus et à la protection de l'enfance, dans le but de prévenir les enlèvements et l'exploitation sexuelle. La famille de Sara a également créé le Sara Anne Wood Rescue Center, qui est finalement devenu une branche du Centre National des Enfants Disparus et Exploités (National Center for Missing & Exploited Children) de l'état de New York.
Malgré l'intense communication autour de la disparition de Sara et les efforts répétés pour localiser son corps, celui-ci n'a jamais été retrouvé.

## Contexte
Sara Anne Wood est née dans l'état de New York le 4 mars 1981. Elle est la fille de Robert et Frances Wood et fait partie d'une fratrie de trois enfants. Son père était pasteur à l'église presbytérienne de Norwich Corners, dans la communauté rurale de Sauquoit, où Sara et ses deux frères et sœurs, Dusty et Nikki, pratiquaient également. La famille résidait au 300 Hacadam Road à Sauquoit,.
Sara était décrite comme intelligente, pieuse et vivante avec un amour pour la danse et la poésie. Son frère, Dusty, se souvient de sa sœur comme d'une fan de la chanteuse de musique country Dolly Parton, et comme étant généreuse. Des descriptions semblables ont été faites par le personnel et les élèves de son école primaire. L'une de ses professeures, Nancy Waldeck, a plus tard déclaré : « Elle était la plus heureuse des petites filles... Ce dont je me souviens le plus est qu'elle gloussait tout le temps et qu'elle pouvait me faire rire, faire rire toute la classe, et que je devais me retourner et me dire « Ok, je suis la professeure. Arrête de rire à tout ce qui sort de sa bouche.»».

## Disparition
Sara a été vue pour la dernière fois vers 14h30 le 18 août 1993, montant une colline abrupte à vélo sur Hacadam Road à Frankfort, près de l'église de Norwich Corners sur Roberts Road, où son père était pasteur. Elle portait un panneau d'affichage, un livre de chants d'église et de la documentation sur la Vacation Bible school. Ce lieu où elle a été vue pour la dernière fois se situe à moins de 800 mètres de chez elle. À ce moment-là, elle était sur son vélo, bien que selon son kidnappeur, elle en était descendue et marchait le long de la route en poussant son vélo lorsqu'il l'a aperçu.
Au moment de la disparition de Sara, elle portait un T-shirt rose avec les mots « Guess Who » (« Devine qui ? ») brodé dessus, un short bleu turquoise et des sandales marrons. Elle portait également des lunettes de vue.

### Premières découvertes
Moins d'une heure après l'enlèvement de Sara, ses parents, son frère et sa sœur se sont inquiétés de son absence. Elle a été portée disparue à la police dans l'après-midi, et quelques centaines de policiers et de pompiers volontaires ont fouillé plusieurs dizaines de kilomètres carrés de terrain. La famille de Sara a immédiatement mis en œuvres toutes les méthodes possibles pour la retrouver, notamment en menant des recherches de quartier et en imprimant et distribuant des flyers. Son vélo a rapidement été découvert, appuyé contre un arbre à quelques mètres de Hacadam Road. Une fouille de la zone a révélé que son cahier de coloriage ainsi que ses crayons étaient cachés dans des buissons à côté de son vélo. Les investigateurs ont rapidement compris que Sara avait été enlevée ici puis transportée dans une voiture.

### Efforts de recherche
La police de l'État et les gardes forestiers ont mené des recherches approfondies dans les environs du lieu de la disparition de Sara et dans d'autres zones d'intérêt potentiel au cours des cinq jours suivants. Ces efforts sur le terrain ainsi que de nombreux appels à témoin n'ont pas permis de la localiser ni de découvrir des indices sur sa disparition. Pourtant, la vaste couverture médiatique de l'affaire avait galvanisé une grande partie du public notamment dans l'Upstate New York, et les efforts continus de recherche pour retrouver Sara avaient reçu une attention considérable de la part des médias. Plus de 1 000 pistes ont été reçues puis suivies ou écartées, et la récompense accordée pour le retour de Sara en toute sécurité a même atteint plus de $150 000.
Les recherches de la police ont été renforcées par des centaines de personnes, qui venaient aider pour les recherches et apportaient des rafraîchissements aux bénévoles et aux enquêteurs. Des rubans couleur sarcelle symbolisant Sara ont également été déposé dans plusieurs lieux publics.

#### Résonance nationale
Dans la semaine qui a suivi la disparition de Sara, les efforts pour la retrouver (vivante ou décédée) se sont étendus à tout l'état de New York, puis au niveau national. Tous les développements liés aux recherches étaient transmis au quartier général improvisé appelé le « Rescue Sara Center » à New Hartford,. Des milliers d'affiches de personne disparue ont circulé aux États-Unis et des appels à témoin ainsi que les dernières informations concernant l'affaire ont été diffusés sur l'émission 48 Hours et America's Most Wanted.

## Arrestation du suspect
En 1996, Lewis Stephen Lent Jr., un concierge de 45 ans originaire de North Adams dans le Massachusetts, a été accusé de l'enlèvement et du meurtre de Sara. Il avait été arrêté et condamné pour tentative d'enlèvement sous la menace d'une arme à feu sur Rebecca Savarese, 12 ans, à Pittsfield le 7 janvier 1994. Cette tentative d'enlèvement a échoué après que Rebecca a feint une crise d'asthme alors qu'il tentait de la traîner par le sac-à-dos pour l'emmener dans son pick-up, permettant à la jeune fille de libérer ses bras des sangles du sac et de s'enfuir.
La tentative d'enlèvement de Rebecca avait été vue par un témoin qui a donc suivi le véhicule de Lent jusqu'à obtenir discrètement son numéro de plaque d'immatriculation, qu'il a alors transmis à la police. Lors de la fouille du véhicule de Lent ont été trouvés du ruban adhésif, un couteau, un pistolet, une paire de lunettes d'enfant et des bonbons. Sa camionnette a également été fouillée et y ont été retrouvés le sac-à-dos de Rebecca ainsi qu'un revolver chargé.

### Fouille du domicile de Lent
Une perquisition au domicile de Lent à Lanesborough a révélé l'existence d'une chambre privée intriquée, en cours de construction, sous la maison, que Lent a admis construire dans le seul but de retenir et d'abuser de ses futures victimes, principalement de sexe féminin, avant de les tuer. Il a ensuite précisé que ses victimes idéales seraient âgées de 12 à 17 ans, auraient des cheveux longs, « commenceraient tout juste à se développer physiquement » et qu'il pourrait les « sortir » de cette zone confinée à chaque fois qu'il aurait envie d'abuser d'elles. Cette chambre était encore incomplète, ce qui signifiait que n'importe quelle victime qu'il aurait réussi à kidnapper entre temps aurait servi de « quickies » (rapport sexuel rapide) avant leur meurtre.
Lent a été condamné à servir une peine de 17 à 20 ans d'emprisonnement pour la tentative d'enlèvement de Rebecca, au Massachusetts Correctional Institution – Cedar Junction, le 13 janvier 1995.

## Aveux de Lent
Peu après l'arrestation de Lent à la suite de la tentative d'enlèvement de Rebecca Savarese, les enquêteurs de New York ont examiné un téléscripteur de l'infraction. Le profil de la victime et les circonstances de la tentative d'enlèvement correspondaient étroitement à l'enlèvement de Sara. Lent a été interrogé peu de temps après son arrestation et a avoué avoir violé et tué Sara, mais également avoir enlevé et tué James Joseph Bernardo, 12 ans, le 22 octobre 1990,.

### James Joseph Bernardo
Lent a affirmé avoir rencontré Bernardo à l'extérieur du cinéma où il travaillait comme concierge. Il a offert au garçon $5 pour déplacer les chaises dans le cinéma, ce que Bernardo a accepté. À l'intérieur du cinéma, sous la menace d'un couteau, il a attaché les mains de Bernardo dans le dos, l'a amené chez lui, où il l'a attaché à son lit par les poignets et les chevilles. Le matin suivant, il a bandé les yeux de Bernardo et l'a amené dans une zone boisée de Newfield, où il a étranglé le garçon avec une corde. Le corps de Bernardo a été retrouvé par des chasseurs plusieurs semaines après son enlèvement. Le ruban adhésif qui couvrait sa bouche et ses yeux correspondait à celui découvert dans le véhicule de Lent au moment de son arrestation, appuyant donc ses aveux.

### Sara Anne Wood

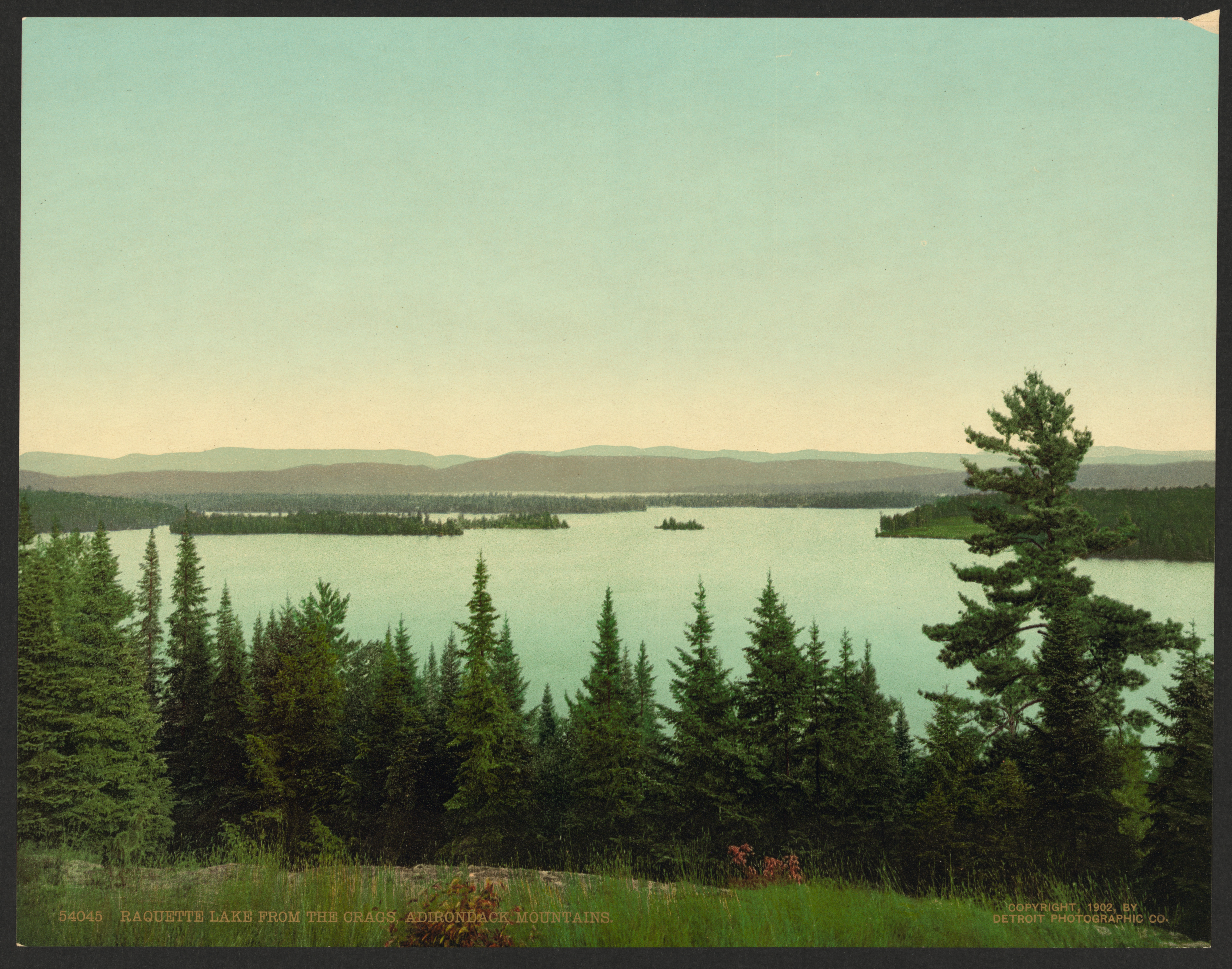
Lac Raquette, vu depuis les montagnes Adirondack. Lent a affirmé avoir enterré le corps de Sara près de ce lac peu de temps après son enlèvement et son meurtre.

Lent a avoué avoir rencontré Sara alors qu'elle marchait à côté de son vélo sur Hacadam Road. Il a déclaré l'avoir traîné dans sa camionnette sous la menace d'un couteau, avoir attaché ses mains, et avoir conduit jusqu'aux montagnes Adirondack, où il l'a agressé sexuellement avant de la frapper avec une branche alors qu'elle le suppliait de l'épargner. Il a ensuite enterré son corps dans une fosse peu profonde près du lac Raquette, à un endroit situé dans ou près de la ville d'Inlet, sans s'assurer avant de l'enterrer qu'elle était bien morte, et pas simplement inconsciente. Il a accepté de dessiner une carte du lieu de son enterrement pour aider les enquêteurs à retrouver son corps.

#### Efforts de recherche pour retrouver le corps de Sara
Des recherches approfondies de la zone autour du lac Raquette ont été menées pour retrouver le corps de Sara. Elle ont duré plus de deux semaines et ont mobilisé plus de 100 policiers, le New York State Department of Environmental Conservation Police, de nombreux civils bénévoles et plus de cinquante membres du personnel de la Griffiss Air Force Base. Des chiens de recherche et de sauvetage ainsi que des équipements lourds ont été utilisés, de nombreux civils ont préparé des repas avec de la nourriture donnée par d'autres civils et des commerces locaux. D'autres, notamment le père de Sara, ont amené des sandwichs, des boissons et du matériel d'excavation jusqu'aux lieux de recherche. Ces efforts de recherche se sont avérés infructueux.
Lent a par la suite affirmé qu'il n'avait pas enterré Sara près du lac Raquette, bien qu'il ait refusé de divulguer l'endroit où se trouvaient ses restes, déclarant qu'il avait enterré le corps d'une autre victime près du sien et qu'il ne voulait pas qu'on la retrouve.

## Condamnations pour meurtre
Lent a été jugé séparément pour les deux meurtres. En juin 1996, il a plaidé coupable de l'enlèvement et du meurtre de Bernardo. Il a été condamné le 16 octobre 1996 à la réclusion criminelle à perpétuité sans possibilité de libération conditionnelle. Lors de sa condamnation pour le meurtre de Bernardo, il a informé son avocat qu'il souhaitait plaider coupable également pour le meurtre de Sara. Cependant, après avoir vu les parents de Sara dans la salle d'audience, il a refusé de fournir plus de détails sur le lieu où elle se trouvait.
Neuf jours après avoir plaidé coupable du meurtre de Bernardo, le 25 octobre 1996, Lent a plaidé coupable de l'enlèvement, du viol et du meurtre de Sara. Bien que la famille de Sara n'était pas présente dans la salle d'audience à ce moment-là, il a de nouveau refusé de fournir d'autres informations sur le lieu où se trouvait son corps.
Bien que Lent se soit ensuite rétracté sur ses aveux concernant l'enlèvement et le meurtre de Sara, il a été accusé d'homicide volontaire et condamné à une peine concomitante de 25 ans d'emprisonnement par le juge Patrick Kirk le 11 avril 1997. Sa condamnation a été retardée de deux mois sur demande des parents de Sara, dans l'espoir de le persuader de révéler enfin l'endroit où se trouve le corps de leur fille.
Dans les mois précédant son jugement, Lent a refusé une offre de négociation de peine du procureur du comté de Herkimer, Michael Daley, selon laquelle il ne purgerait pas sa peine dans une prison d'État s'il révélait l'endroit où se trouve le corps de Sara. Il a également refusé les derniers appels des parents et du frère de Sara à révéler l'endroit où elle se trouve pendant la phase de détermination de la peine de son procès. Ces dernières supplications de la famille de Sara comprenaient des récitations de versets bibliques l'exhortant à se repentir de ses actes passés. Dusty Wood, le frère de Sara, s'est même adressé à Lent en avril 1997 avant sa condamnation : « Vous pensez peut-être avoir le pouvoir sur nous parce que vous savez où se trouve le corps de Sara... Nous savons où se trouve son âme, par conséquent vous n'avez aucun pouvoir sur nous. ».
La dernière demande du juge Kirk à Lent de révéler l'emplacement du corps a également été ignorée, incitant le juge à faire remarquer qu'il n'aurait pas hésiter à imposer la peine de mort à Lent si cela avait été légalement possible.

## Emprisonnement
Lent est actuellement incarcéré à Pittsfield, dans le Massachusetts. Les enquêteurs n'ont pas prévu de lui rendre visite pour discuter de l'emplacement du corps de Sara, bien que Michael Daley ait déclaré qu'il pensait que Lent avait nargué la famille de Sara et les enquêteurs en refusant de révéler l'endroit où elle est enterrée, déclarant en 2013 : « Je pense qu'il nous a intentionnellement induits en erreur dans un certain nombre de domaines, mais il nous a donné toutes les informations dont nous avons besoin pour retrouver le lieu ; il ne nous a simplement pas donné la dernière pièce - et il nous met au défi de la trouver nous-mêmes. ».

### Aveux d'un troisième meurtre
En 2013, Lent a avoué l'enlèvement et le meurtre de James Donald Lusher, 16 ans, le 6 novembre 1992. James était un adolescent handicapé mental qui avait disparu alors qu'il se rendait à vélo chez sa grand-mère à Blandford, dans le Massachusetts. Lent a accepté d'avouer ce meurtre en échange d'absence de poursuites judiciaires. Selon ses aveux, James a été enlevé près de chez lui à Westfield, et son corps jeté quelque part dans la ville de Becket. Son vélo a été retrouvé quelques jours après sa disparition mais ses restes n'ont toujours pas été découverts.
Lent est aussi un suspect dans la disparition de Tammie Anne McCormick en 1986, une jeune fille de 13 ans, étudiante à l'école de Saragota Springs. McCormick a été vue pour la dernière fois par sa grande sœur, qu'elle avait informé de son intention de faire du stop pour se rendre à l'école. Elle n'est jamais arrivée à destination. Bien que McCormick avait informé ses amis avant sa disparition qu'elle souhaitait fuir la Floride, elle n'a pris aucun de ses effets personnels. Arthur Mason Slaybaugh est aussi considéré comme suspect principal.
« Nous avons publié plus de 10,5 million d'affiche d'enfants disparus, dans tous les États-Unis, et avons représenté environ 11 000 enfants disparus... Sur ces 11 000, nous avons aidé à en retrouver plus de 7 500. », selon Wendy Fical, directrice du National Center For Missing and Exploited Children Program (NCMEC), détaillant les statistiques montrant les efforts et le succès de la branche new-yorkaise du NCMEC, en 2018.

## Conséquences
À la suite de la disparition de Sara, sa famille a fondé le Sara Anne Wood Rescue Center, qui a ensuite fusionné avec la Mohawk Valley Branch du National Center For Missing and Exploited Children (NCMEC) et qui reste opérationnel. Situé à Utica, dans l'État de New York, ce centre est spécialisé dans la préparation et la distribution d'affiches d'enfants disparus, et reste le seul centre de distribution d'affiches géographiquement ciblée aux États-Unis. Rien qu'en 2017, les efforts de la fondation ont permis de retrouver 399 enfants sains et saufs à travers le pays,.
Lors de la Journée nationale des enfants disparus de 1995, sept cyclistes, dont le père et le frère de Sara, ont organisé un parcours à vélo symbolique reliant Utica à Washington D.C. pour sensibiliser le public à la fondation Sara Anne Wood Rescue Center et aux enfants disparus en général. Deux ans plus tard, inspirés par ce parcours symbolique, 43 cyclistes ont réitéré l'évènement. Ces randonnées symboliques à vélo sont depuis devenues des évènements annuels dans l'état de New York et alentour, et sont connus sous le nom de « Roulons pour les enfants disparus » (« Ride for missing children »). Ils honorent les engagements continus de la fondation et des forces de l'ordre à sensibiliser au sort des enfants disparus et celui de leur famille, tout en enseignant l'importance de la protection de l'enfance dans l'éducation pour prévenir les enlèvements et l'exploitation sexuelle. Tous les fonds sont donnés au NCMEC et chaque année, les randonnées à vélo rassemblent des milliers de personnes.
Chaque participant à cette course porte un maillot aux couleurs préférées de Sara, le sarcelle et le rose, avec du blanc représentant tous les enfants disparus au monde, et du violet comme salut aux forces de l'ordre. Les participants s'arrêtent dans les écoles pour faire de la prévention et doivent faire un don à hauteur de $300 pour la cause. Certaines écoles organisent des lâchers des ballons sur lesquels sont accrochés des messages indiquant comment assurer la sécurité des enfants et de nombreux participants portent un pin's ou une broche nommant ou représentant l'enfant en l'honneur duquel ils participent à l'événement. L'inscription visible sur le dos de la majorité des participants est la suivante : « Protéger de mieux en mieux nos enfants, un enfant à la fois » (« Making our children safer, one child at a time »).
Au cours de la décennie qui a suivi l'enlèvement de Sara, le nombre d'enlèvements annuels déclarés dans l'état de New York a diminué de 30%.
Peu de temps après la disparition de Sara, un arbre a été planté en son honneur à la Sauquoit Valley Middle School et un mémorial en forme de ruban a été installé dans l'enceinte de l'école. Une plaque commémorative a également été installée plus tard par ses camarades de classe devant l'arbre en 1999, l'année durant laquelle Sara aurait gradué du lycée.
Malgré de nombreuses recherches mises en place pour retrouver le corps de Sara, son corps reste introuvable en 2023,. Sa famille nourrit l'espoir qu'on la retrouvera un jour pour pouvoir l'enterrer dans le rite chrétien près de sa famille.

## Lectures complémentaires
- James J. Collins, Law Enforcement Policies and Practices Regarding Missing Children and Homeless Youth, United States, Office of Juvenile Justice and Delinquency Prevention, 1999 (ISBN 978-0-788-18639-4)
- Edith Cooper, Missing and Exploited Children: Overview and Policy Concerns, New York, Novinka Books, 2003 (ISBN 978-1-590-33815-5)
- Markus Dubber, Victims in the War on Crime: The Use and Abuse of Victims' Rights, New York City, NYU Press, 2006 (ISBN 978-0-814-71929-9)
- Paula S. Fass, Kidnapped: Child Abduction in America, Oxford, Oxford University Press, 1997 (ISBN 978-0-674-00082-7)
- David Finkelhor, Andrea Sedlak et Gerald T. Hotaling, Missing, Abducted, Runaway, and Thrownaway Children in America, New York, Officers of Juvenile Justice and Delinquency Prevention, 1990 (ISBN 0-788-12651-2)
- Silvia Pettem, Cold Case Research: Resources for Unidentified, Missing, and Cold Homicide Cases, Boca Raton, CRC Press, 2013 (ISBN 978-1-466-57053-5)
- Jeffrey L. Rinek et Marilee Strong, In The Name of the Children: The FBI Agents' Relentless Pursuit of America's Worst Predators, London, Quercus Books, 2019 (ISBN 978-1-52940-187-5)
- Donald F. Sprague, Investigating Missing Children Cases: A Guide for First Responders and Investigators, New York, Taylor & Francis Group, 2013 (ISBN 978-1-439-86063-2)
- James N. Tedisco et Michele Paludi, Missing Children: A Psychological Approach to Understanding the Causes and Consequences of Stranger and Non-Stranger Abduction, New York, State University of New York Press, 1996 (ISBN 978-0-585-07649-2)
- John Walsh et Philip Lerman, Public Enemies: The Host of America's Most Wanted Targets, New York, Pocket Books, 2010 (ISBN 978-0-671-01995-2)